# میریاد جنتیکس
میریاد جنتیکس (انگلیسی: Myriad Genetics) شرکت مراقبت سلامت آمریکایی است، که در سال ۱۹۹۱ تأسیس شد.